# Sangla (Elva)
Sangla est une localité de la commune d'Elva, en Estonie.
Au 31 décembre 2011, il compte 25 habitants.